# Владімір Меншик
Владімір Меншик (чеськ. Vladimír Menšík; 3 жовтня 1929, Іванчіце — 29 травня 1988, Брно) — чеський актор театру і кіно, сценарист.

## Біографія
Народився в сім'ї робітника-автослюсаря. Спочатку навчався в інженерному училищі, під час війни працював в Брно на збройовому заводі. Уже під час навчання полюбив професію артиста. У 1953 закінчив Музичну академію в Брно. Грав на сценах різних театрів.
З 1958 почав зніматися на кіностудії Баррандов в Празі. Зіграв близько 150 ролей у кіно і на телебаченні. Крім основного амплуа комедійного кіногероя, зіграв цілий ряд трагікомічних і драматичних ролей. Часто виступав в якості оповідача, казкаря, конферансьє і коміка, в тому числі на телебаченні. Періодично виступав на сценах театрів.
Написав ряд кіносценаріїв.
В останні роки вів богемний спосіб життя, хоча і важко хворів на астму. Зловживав алкоголем. Помер 29 травня 1988 року у віці п'ятдесяти восьми років в Брно.

## Вибрана фільмографія
- Ось прийде кіт (1963) - шкільний сторож
- Лимонадний Джо (1964)
- Три горішки для Попелюшки (1973)
- Арабелла (1979)